# Hassel (Luxemburg)
Hassel (Luxemburgs: Haassel) is een plaats in de gemeente Weiler-la-Tour en het kanton Luxemburg in Luxemburg.
Hassel telt 592 inwoners (2011).